# 柏木学園高等学校
柏木学園高等学校（かしわぎがくえんこうとうがっこう）は、神奈川県大和市に所在する私立の高等学校。運営は学校法人柏木学園

## 概要
- 1997年に専修学校を運営する学校法人柏木学園の通信制高等学校として創立した。
- 2005年に全日制を設置。2019以降は全日制課程のみ。
- 系列校として、柏木実業専門学校、大和商業高等専修学校、都筑ヶ丘幼稚園がある。

## 沿革
- 1997年　柏木学園高等学校（通信制課程普通科・商業科）開校
- 2002年　定時制課程総合学科、通信制課程総合学科を設置
- 2005年　全日制課程普通科を設置
- 2007年　定時制課程廃止
- 2008年　通信制課程総合学科募集停止、通信制課程情報経済科を設置
- 2017年　通信制課程募集停止

## 交通
- 小田急江ノ島線・相鉄線大和駅 徒歩18分または同駅よりバス「職業安定所前」下車 徒歩2分